# Santos Brasil Tennis Cup 2024
Il Santos Brasil Tennis Cup 2024 è stato un torneo maschile di tennis professionistico. È stata la 1ª edizione del torneo, facente parte della categoria Challenger 50 nell'ambito dell'ATP Challenger Tour 2024, con un montepremi di 41 000 $. Si è giocato dal 6 al 12 maggio 2024 sui campi in terra rossa di Santos, in Brasile.

## Partecipanti

### Teste di serie
| Nazionalità | Giocatore                     | Ranking* | Testa di serie |
| ----------- | ----------------------------- | -------- | -------------- |
| Kazakistan  | Dmitrij Popko                 | 234      | 1              |
| Argentina   | Santiago Fa Rodríguez Taverna | 237      | 2              |
| Argentina   | Renzo Olivo                   | 278      | 3              |
| Libano      | Hady Habib                    | 290      | 4              |
| Ecuador     | Álvaro Guillén Meza           | 294      | 5              |
| Turchia     | Ergi Kırkın                   | 299      | 6              |
| Paraguay    | Daniel Vallejo                | 304      | 7              |
| Brasile     | Pedro Sakamoto                | 305      | 8              |

* Ranking al 22 aprile 2024.

### Altri partecipanti
I seguenti giocatori hanno ricevuto una wild card per il tabellone principale:
- Luís Miguel
- José Pereira
- Karue Sell

Il seguente giocatore è entrato in tabellone con il ranking protetto:
- Nicolás Álvarez

Il seguente giocatore è entrato in tabellone come special exempt:
- Daniel Dutra da Silva

I seguenti giocatori sono entrati in tabellone come alternate:
- Guido Iván Justo
- Wilson Leite
- Juan Bautista Torres

I seguenti giocatori sono passati dalle qualificazioni:
- Franco Roncadelli
- Leonardo Aboian
- Alejo Lorenzo Lingua Lavallén
- Igor Gimenez
- Aziz Ouakaa
- Ignacio Carou

## Punti e montepremi
| Torneo    | Torneo              | V     | F     | SF    | QF    | 2T  | 1T  | Q | Q2  | Q1  |
| Singolare | Punti               | 50    | 25    | 14    | 8     | 4   | 0   | 3 | 1   | 0   |
| Singolare | Premi in denaro ($) | 5,500 | 3,260 | 1,900 | 1,120 | 660 | 395 | – | 215 | 125 |
| Doppio    | Punti               | 50    | 25    | 14    | 8     | –   | 0   | – | –   | –   |
| Doppio    | Premi in denaro ($) | 2,130 | 1,250 | 745   | 435   | –   | 245 | – | –   | –   |

## Campioni

### Singolare
Alejo Lorenzo Lingua Lavallén ha sconfitto in finale  Hady Habib con il punteggio di 4–6, 6–4, 6–3.

### Doppio
Roy Stepanov /  Andrés Urrea hanno sconfitto in finale  Hady Habib /  Trey Hilderbrand per walkover.